# Guerra picentina
La guerra picentina fu combattuta dai Romani per domare la rivolta del popolo piceno, scoppiata in seguito all'espandersi progressivo e inarrestabile di Roma nelle immediate vicinanze del loro territorio. I Romani infatti nel 290 a.C. circa, assorbirono il territorio dei Pretuzi, a sud del Piceno e nello stesso periodo sconfissero i Senoni, con l'aiuto degli stessi Piceni. Poi, nel 283 a.C., sui territori sottratti ai senoni avevano fondato la colonia marittima di Sena Gallica, l'attuale Senigallia, e stavano progettando la fondazione di un'altra colonia poco più a nord. I Piceni si resero conto di avere appoggiato una potenza troppo grande dalla quale si sentirono circondati; ruppero così l'alleanza con i Romani e reagirono scatenando una rivolta. Il Senato romano nel 269 a.C. inviò nel Piceno i consoli Quinto Ogulnio Gallo e Gaio Fabio Pittore (prima campagna) e nel 268 a.C. i consoli Appio Claudio Russo e Publio Sempronio Sofo (seconda campagna), quest’ultimo assediò e conquistò Camerino per dirigersi poi verso il mare, puntando prima verso Fermo e poi verso Ascoli stessa, cuore della “nazione” picena. La battaglia tra le forze romane, che consistevano probabilmente in due legioni (circa 20 000 uomini) e gli ascolani ebbe luogo nella piana tra Spinetoli e Monteprandone e si concluse con la prevalenza delle armi romane.
Dopo la fine del conflitto i Romani realizzarono il loro progetto e fondarono la colonia latina di Ariminum, l'attuale Rimini. Alla vittoria seguì la deportazione di una parte della popolazione picena in una zona al confine tra Campania e Lucania, che prese il nome di "agro picentino". Il territorio piceno, con l'eccezione di  Ancona ed Ascoli, divenne romano e agli abitanti venne concessa la civitas sine suffragio. Negli anni immediatamente successivi venne fondata la colonia di Firmum Picenum. Con Ancona ed Ascoli i Romani stabilirono invece patti di alleanza.
A lotta conclusa e trionfo celebrato, nel tempio di Tellure a Roma fu posta una rappresentazione geografica dell'Italia chiamata Italia Picta, e ricordata da Varrone.